# コディゴーロ
コディゴーロ（伊: Codigoro）は、イタリア共和国エミリア＝ロマーニャ州フェラーラ県にある、人口約11,000人の基礎自治体（コムーネ）。
ロマネスク様式の建築で知られるポンポーザ修道院が所在する。

## 地理

### 位置・広がり

#### 隣接コムーネ
隣接するコムーネは以下の通り。
- コマッキオ
- ゴーロ
- フィスカッリア
- ヨランダ・ディ・サヴォーイア
- ラゴザント
- メゾーラ
- リーヴァ・デル・ポー

### 気候分類・地震分類

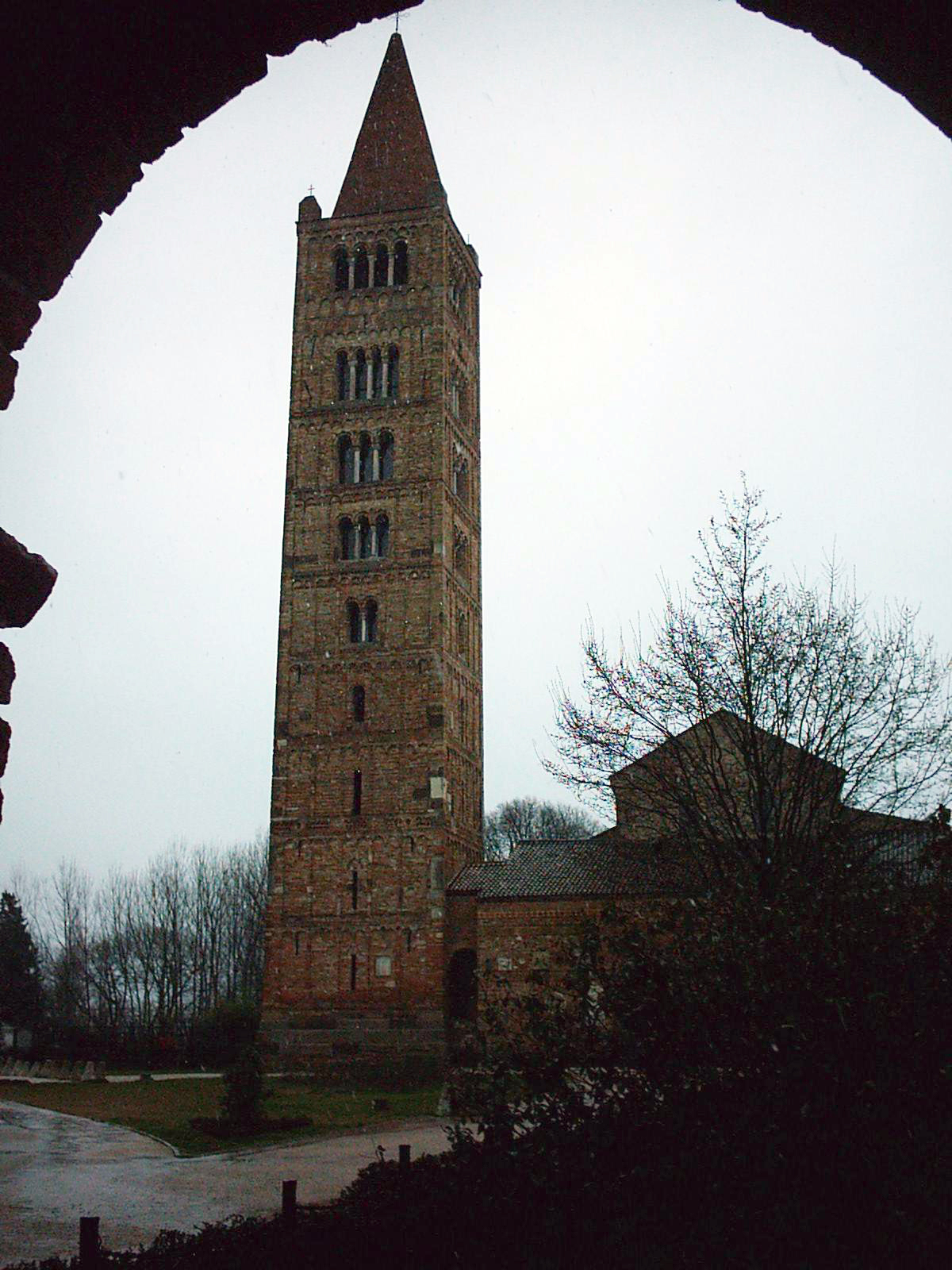
Abbazia di Pomposa

コディゴーロにおけるイタリアの気候分類 (it) および度日は、zona E, 2523 GGである。
また、イタリアの地震リスク階級 (it) では、zona 3 (sismicità bassa) に分類される。

## 行政

### 分離集落
コディゴーロには以下の分離集落（フラツィオーネ）がある。
- Caprile, Italba, Mezzogoro, Pomposa, Pontelangorino, Pontemaodino, Torbiera, Volano